# Turismo en la Antártida
El turismo en la Antártida es una actividad relativamente nueva, que se ha ido incrementando con los años en cantidad de pasajeros. Se encuentra sumamente controlada y regulada en virtud del Tratado Antártico, con el fin de mantener la pureza y la ecología del continente blanco. En el año 1991 se crea la IAATO (por sus siglas en inglés, llamada en español Asociación Internacional de Tours Operadores de la Antártida), una asociación comercial creada e integrada por las compañías dedicadas al turismo en la Antártida, con el fin de promover viajes responsables al continente. 

## Historia

### Primer viaje turístico en el A.R.A Les Eclaireus
En 1958 la República Argentina organizó la primera expedición turística a la Antártida con el transporte A.R.A. Les Eclaireurs al mando del Capitán de Fragata Eduardo Llosa. Los turistas utilizaron para su traslado a la capital fueguina, Ushuaia, aviones Douglas DC-4 de la Marina de Guerra, pertenecientes al Comando de Transportes Aeronavales.

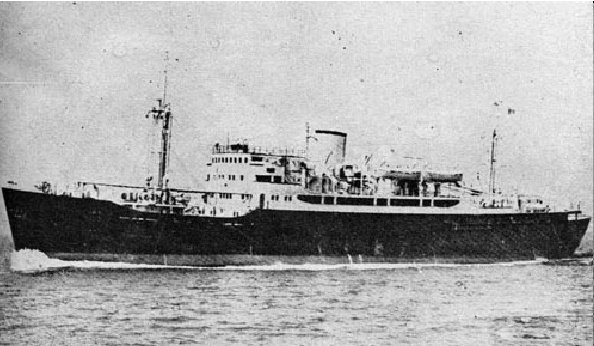
Les Eclaireurs. Primer buque en realizar turismo antártico

Apoyado por el Grupo Naval Antártico, a las tres de la mañana del jueves 16 de enero de 1958 zarpó de Ushuaia rumbo a la base Decepción con 98 turistas, 56 hombres, un niño de 12 años, 41 mujeres entre las que se encontraban niñas menores de 15 años. También se encontraba a bordo el gobernador de Tierra del Fuego, capitán de fragata Pedro Florido. El buque hizo escala en rada Picton, donde arribó el 16 de enero y continuó con el siguiente itinerario: isla Decepción, bahía Luna, caleta Potter, bahía Paraíso, isla  Melchior, y regreso a Ushuaia, donde arribó el 24 de enero de 1958. El segundo viaje turístico el buque, comandado por el mismo capitán Llosa, zarpó de Ushuaia con 94 turistas el 31 de enero de 1958, con destino a Melchior, siguió hacia bahía Paraíso, caleta Potter, bahía Luna, Decepción y regresó a Ushuaia a la que arribó el 11 de febrero de 1958.  

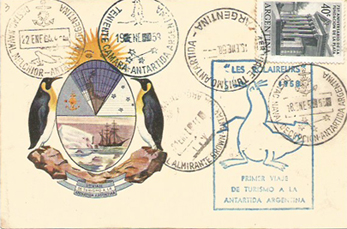
1er viaje turístico a la Antártida

Así en 1958 se realizaron los dos primeros viajes de crucero turísticos a la Antártida por medio del transporte ARA Les Eclaireurs.
El primer viaje turístico a la Antártida en 1958 a bordo del buque Les Eclaireurs, se registró en una película realizada por el Ministerio de Marina, con imágenes inéditas de la pequeña y agreste ciudad de Ushuaia, que ya por entonces se ufanaba de llamarse la más austral del mundo, del cruce del Estrecho de Drake y la llegada a la Antártida de los pasajeros, entre los que se encontraban mujeres y niños, orgullosos de ser los primeros turistas que trazarían la ruta del futuro hacia el Continente Blanco.
Era habitual que en los viajes de buques a la Antártida, la tripulación o los turistas con conocimientos filatélicos confeccionaran los sobres filatélicos para ser matasellados al desembarcar en las bases argentinas. En este caso encontramos un sobre con un matasellos del barco Les Eclaireurs y de las bases visitadas, Melchior, Decepción, Cámara y Almirante Brown.
Estos dos primeros viajes turísticos despertaron un gran interés para participar. Testimonio de ello fue la recepción de cuatrocientas solicitudes para participar y más de cuatrocientas notas pidiendo informes, entre los que se encontraban las de personas residentes en Estados Unidos, Alemania, Brasil, Chile, Italia, Paraguay y Uruguay.
En los meses de enero y febrero del año 1959 se hicieron dos cruceros de turismo a la Antártida desde Ushuaia con la motonave M/N Yapeyú (FANU, Flota Argentina de Navegación de Ultramar).
En los meses de enero y febrero de 1967 se hicieron otros dos viajes con el transporte A.R.A. Lapataia.
En diciembre de 1968 y en los meses de enero y febrero de 1969 se realizaron cuatro cruceros a la Antártida con la M/N Libertad (ELMA). Organizados por la Dirección Nacional de Turismo y denominados “Crucero Continente Blanco”. Itinerario: Ushuaia, Estación Científica Almirante Brown, Estación Melchior y Base Esperanza.
Recién en 1969 la Lindblad Travel Inc. (empresa naviera noruega) hizo su primer viaje a la Antártida con el M.S. Lindblad Explorer que realmente era el Transporte A.R.A. Lapataia comandado por el Capitán de Corbeta Zenón Bolino y como Jefe de operaciones, el “antártico”, Lucio E. Sangunetti.
Lars-Eric Lindblad dueño de la agencia de Nueva York, la bautizó “First Antarctic Tourist Expedition” – 1966. Se encargó de hacer mucha prensa y regalar costosos obsequios con esa leyenda, quedando así en el recuerdo como el primer viaje turístico a la Anártida.
En enero de 1970 se realizó el Crucero “Continente Insólito” con la Motonave Rio Tunuyán (ANTARTUR S.A. de Gustavo Giró).
En los meses de enero y febrero de 1971 se realizaron dos cruceros con la motonave Rio Tunuyán (ANTARTUR S.A.). En enero de 1972 nuevamente la M/N Libertad (ELMA) efectúa otro crucero. En enero de 1973 la M/N Libertad (ELMA) lleva a cabo otro crucero.
El Ministerio de Bienestar Social, decide chartear por medio de ELMA el T.SS “Regina Prima” manteniendo la bandera Panameña, así organiza 6 viajes a la Antártida en la temporada 1974/75.
En enero y febrero de 1976 nuevamente el Regina Prima (expresidente Roosvelt de la President Lines de USA) fue charteado por ELMA y la Flota Fluvial. El Cap. Juan Carlos Carrión era Jefe de Cubierta Argentino para desembarco a Bases. Realizó 7 viajes Buenos Aires-Pto. Madryn-Antártida-Ushuaia-Antártida-Ushuaia-Buenos Aires.
En marzo de 2019, el Museo Marítimo de Ushuaia presentó el libro “1958. Los inicios del Turismo Antártico” , escrito por Jozef Verlinden, un belga doctor en ciencias y apasionado por la historia de los polos y por Carlos Pedro Vairo, museólogo y director del Museo. Es de destacar el trabajo de investigación que contiene el libro, ya que una parte de la comunidad antártica internacional niega la existencia de este primer viaje inaugural, que fue pionero a nivel mundial, colocando a la Argentina a la vanguardia del turismo antártico. Un antecedente claro que sirvió para cimentar el gran desarrollo del turismo antártico de la ciudad de Ushuaia.